# Skice izmjere
U pripremne radove za ortogonalnu metodu izmjere spada i priprema skica snimanja. Skice snimanja ili detaljne skice trebaju biti formirane u skladu s planovima na kojima ćemo kartirati točke detalja.

### Trigonometrijska sekcija
Podjela na listove planova određena je pravilnikom za državnu izmjeru, a osnova joj je gaus-krugerova projekcija. Svaki projekcijski sustav u našoj zemlji (Hrvatska) podijeljen je na trigonometrijske sekcije 22,5×15km. Triangulacijske sekcije dijele se na 50 listova karte mjerila 1:5000(HOK) dimenzija 2250×3000m. Karte mjerila 1:5000 dijelimo na listove planova mjerila 1:1000 i 1:500. Položaj svakog lista određen je njegovom nomenklaturom i rubnim koordinatama. Budući da svaki plan dijelimo na četiri skice ako ćemo ih voditi u mjerilu budućeg plana, odnosno 16 skica ako ćemo ih voditi u dvostruko krupnijem mjerilu onda i za skice snimanja određujemo rubne koordinate. Da bi pripremili skice snimanja moramo najprije odrediti listove planova na koje ćemo kartirati snimljen detalj.

### Podjela na listove planova
Najprije moramo odrediti trigonometrijsku sekciju, a unutar nje listove karte mjerila 1:5000. Nakon toga ovisno o mjerilu budućeg plana unutar karte 1:5000 radimo podjelu na listove 1:1000 ili 1:500. Zatim svaki list plana dijelimo na skice snimanja. Svaka skica mora uz donji i desni rud korisnog prostora imati upisane koordinate. Unutar korisnog prostora ucrtamo sve postojeće točke geodetske osnove prema njihovim koordinatama. Izvan korisnog prostora skice moramo izraditi tzv. vanjski opis skice u što spada broj detaljne skice, veza sa susjednim skicama, približno mjerilo skice, katastarska općina, politička općina i sl. Ovakva priprema je važna zato što je skica važan dokument u održavanju katastra.